# Hayatullah Hayat
Hayatullah Hayat (en pastún: حيات الله حيات‎; Distrito de Khogyani, 1974) es un político afgano, quien se desempeñó como Ministro del Interior. 
Así mismo, también se desempeñó como Gobernador de las provincias de Vardak, Helmand, Nangarjar y Kandahar. Hayat fue nombrado Ministro del Interior en marzo de 2021, en reemplazo del general Massoud Andarabi. Se desempeñó como ministro del Interior hasta el 19 de junio de 2021, cuando fue reemplazado por Abdul Sattar Mirzakwal, en medio del derrumbamiento de la República Islámica de Afganistán por la Ofensiva Talibana de 2021. Cabe señalar que siempre ejerció el cargo de manera interina, pues nunca recibió el aval de la Asamblea Nacional. 